# Арсмузика
Колегиумът за камерна музика „Арсмузика Шумен“ е основан на 13 декември 2002 г. с ръководител и диригент гл. ас. Юлияна Панова, преподавателка по дирижиране в Шуменския университет „Еп. Константин Преславски“.
От 28 декември 2004 г. е самостоятелно юридическо лице с нестопанска цел. Регистриран е в Националния център за музика и танц към Министерството на културата под №0479. От 16 май 2005 г. колегиумът разполага със самостоятелен офис и репетиционна зала, която е оборудвана с компютърна, мултимедийна, аудио и видео техника за провеждане на публични прояви в областта на музикалното наследство на България и страните от Европейския съюз.
Понастоящем в дейността на „Арсмузика Шумен“ участват 20 музиканта – преподаватели и студенти в специалността „Педагогика на обучението по музика“ на Шуменския университет, оркестранти от Държавната филхармония в Шумен и преподаватели по музика в средни училища в града. Изпълнителските формации на колегиума са:
- смесен камерен хор,
- класически квартет и
- солисти.

## Репертоар
Колегиумът „Арсмузика Шумен“ е представил над 190 хорови, солови и инструментални творби от всички страни членки на Европейския съюз, Русия, САЩ, Исландия, Норвегия и Турция по време на реализираните над 170 самостоятелни концерти и концертни участия в България и зад граница – Сърбия и Черна гора /2003/, Унгария /2003, 2004, 2005, 2007, 2008/ и Чехия /2003, 2007/, Гърция /2004/, Литва /2005/, Италия /2005, 2006/, Косово /2007/, Румъния (2007), Словакия (2007), Австрия (2007), Холандия /2008/ и Германия /2008/. Подготвил е следните отделни концертни програми:
- „Благослови душе моя Господа“, съставена от акапелни църковни произведения от български, гръцки и руски автори;
- „Европейска сакрална музика“, съставена от акапелни и с инструментален съпровод църковни творби от страните на Европа.
- „Полъх от Родопите“, съставена от акапелни и с инструментален съпровод произведения от български и славянски автори и обработки на народни песни;
- „Пет скици от музикалния албум на обединена Европа“, съставена от 15 произведения от страните, съставляващи Европейския съюз до 1 май 2004 г.,
- „Музикален албум на обединена Европа“, съставена от 27 произведения (по едно от всяка страна член на Европейския съюз).
- „Сакралният Моцарт“, съставена от 15 произведения за хор и солисти на сакрална тематика на Волфганг Амадеус Моцарт.
- „Диаманти в снега“, съставена от 15 вокални солови и камерни творби от финландския композитор Ян Сибелиус.
- „Ново звучене на фолклорните мотиви“, съвместна концертна програма с фолклорен квартет „АБАГАР“
- „На крилете на музиката“, съставена от 15 вокални творби от Джакомо Пучини.

Колегиумът записва саундтрака към 3 документални филма:
- „150 години от рождението на Рачко Рачев“,
- „Път към съвършенството“ и
- „Благослови душе моя, Господа“ на националния военен канал.

През 2004 г. създава мултимедийния продукт „Пет скици от музикалния албум на обединена Европа“, представен на Първата информационна борса за Европейския съюз на 15 и 16 октомври 2004 г. в НДК, София. През лятото на 2005 г. колегиумът продуцира тиражирането на CD/DVD „Музикален албум на обединена Европа“, който съдържа 25 творби – по една от всяка държава от ЕС. През 2007 г. този албум е допълнен с 2 произведения от Румъния и България и се тиражира с подкрепата на Комуникационната стратегия на Република България за Европейския съюз. В аудиоархива си има записи с ортодоксални църковни произведения в църквата „Свето Вознесение“ през 2003 г., албумите „Полъх от Родопите“ (2004), „Благослови душе моя, Господа“ (записан в конгрегацията „Светото семейство“ в Мартиненго, Италия през 2005), „Европейска сакрална музика“ (записан в църквата „Светия кръст“ в Кастел Сан Пиетро Терми, Италия, 2006). През есента на 2008 г. предстои издаването на двоен албум „Църковната музика на Европа“, който ще включва православни и католически църковни творби.
Към момента „Арсмузика Шумен“ в партньорство с продуцентската компания „Богарт мюзик“ подготвя записи на 24 православни творби, които се изпълняват на Големите Господски църковни празници.
Колегиумът осъществява и изследователска дейност като са реализирани 3 годишни музикални четения:
- 24 април 2003: Великденски музикални четения „Българската църковна многогласна музика. Процеси в ръзвитието на църковната ни музика след Освобождението като част от изграждането на съвременна музикална култура от европейски тип“ в църквата „Свето Възнесение“, Шумен;
- 13 март 2004: Музикални четения „Вокалното и камерното инструментално творчество на Панчо Владигеров“ в Музеен комплекс „Панчо Владигеров“, Шумен;
- 9 март 2007: Музикални четения „Новото звучене на фолклорните мотиви“ в художествена галерия „Елена Карамихайлова“, Шумен.

## Осъществени проекти
След 1 септември 2003 колегиумът „Арсмузика Шумен“ е реализирал 12 проекта, финансирани по Комуникационната стратегия на Министерството на външните работи (3 проекта), Международната програма „Младеж“ (2 проекта), Националния фонд „Култура“ (3 проекта), Националния център за музика и танц към Министерството на културата, Програма „Младежки дейности 2004 – 2005“ на Държавната агенция за младежта и спорта, Фондация „Работилница за граждански инициативи“ (2006/2007 и 2008).
В рамките на програмата „Ефективност и ефикасност за промяна“, финансирана от Тръста за гражданско общество в Централна и Източна Европа и менажирана от Фондацията „Работилница за граждански инициативи“, от 1 септември 2006 г. в „Арсмузика Шумен“ действа школа за неформално индивидуално обучение по класическо пеене с ръководител гл. ас. Юлияна Панова. В тази школа се подготвят индивидуално 7 млади изпълнители. По тази програма с подкрепата на редица спонсори „Арсмузика Шумен“ финансира изцяло участието на 2 от своите солистки – Наталия Господинова (сопран) и Станислава Марчева (мецосопран) в Петия международен конкурс за изпълнители на сакрална музика в Рим, Италия от 3 до 7 октомври 2006 г., където Станислава Марчева се класира сред двадесетте полуфиналисти от 147 участници от 47 страни. Станислава Марчева е солист във Варненска опера. Трима от солистите на „Арсмузика Шумен“ – Пролет Пенчева (сопрано), Димитър Димитров (тенор) и Петър Петров (бас) се подготвят интензивно за участие в седмото издание на конкурса в Рим от 6 до 10 ноември 2008 г.

## Отличия
„Арсмузика Шумен“ е носител на отличия от хоровите фестивали:
- Трети фестивал „Благослови Господи“, София, май 2003;
- Трети есенен хоров фестивал, Млада Болеслав, Чехия, октомври 2003;
- Втори пролетен хоров фестивал, Разград, май 2004;
- Втори есенна хорова среща, Серес, Гърция, ноември 2004;
- Трети фестивал „Те Деум Лаудамус“, Юрбаркас, Литва, октомври 2005;
- Тринадесети фестивал „Кантате Домино“, Каунас (Литва, октомври 2005;
- Трети пролетен хоров фестивал, Разград, май 2006;
- Втори международен фестивал за млади изпълнители „ДАМ“, Прищина, Косово, април 2007 г.
- Фолклорни празници „От Тимок до Искър“, Белоградчик, 9 юни 2007 г.
- Трети вокален фестивал „Амусинг Хенгело“, Хенгело, Нидерландия, 7 юни 2008 г.
- Втори национален фестивал „Живо наследство“, София, 21 юни 2008 г.
- Шести празници на духовната музика „Света Петка Българска“, Габрово, 13 – 14 октомври 2008
- Шести Международен фестивал „Среща на студентските хорове“, Американски университет в България, Благоевград, 24 – 26 април 2009 г.

Своеобразен връх в признанието на високото изпълнителско майсторство на младите музиканти от колегиума и техния диригент Юлияна Панова са завоюваните призови места от конкурси, включени във веригата „Гран При на Европа“:
- трето място в категорията „камерни хорове“ на 21-вия Международен хоров конкурс „Бела Барток“, Дебрецен, Унгария (27 юли-1 август 2004), когато колегиумът е само на година и половина от основаването си;
- трета награда в категорията „Камерни хорове“ на XXIX-я Международен майски хоров конкурс „Проф. Георги Димитров“, Варна (17 -18 май 2007).

През творческия сезон 2006/2007 г. колегиумът „АРСМУЗИКА ШУМЕН“ представи премиерно на 25 април 2007 г. (деня на подписването на договора между България и ЕС) концертната програма „Диаманти в снега“ с произведения от Ян Сибелиус, която е част от цикъла концерти „Европейско музикално наследство“.
В рамките на този цикъл концерти на 22 април 2008 г. в залата на Община Шумен е представена премиерно програмата „На крилете на музиката“, посветена на 150 години от рождението на италианския композитор Джакомо Пучини.
На 7 май 2009 година колегиумът представи премиерно и първата си операта – „Кармозинела“ от Виктор Холандер.